# ريم بدر الدين بزال
ريم بدر الدين بزال (مواليد 12 ديسمبر 1971 في دمشق) هي كاتبة ومترجمة سورية. درسّت وتخرّجت من قسم اللغة الإنجليزية بكلية الآداب جامعة دمشق.

## مؤلفاتها
- وطن في حقيبة القلب، 2012[3]
- ذاكرة ميت، 2016[4][5]
- في رحاب الرواية؛ قراءات في مئة رواية عالمية وعربية - الجزء الأول، 2018[6]
- في رحاب الرواية؛ قراءات في مئة رواية عربية و عالمية - الجزء الثاني، 2019
- عالم يشبهنا ؛ مجموعة قصصية مشتركة ، 2021
- فْراري، رواية-2024[7]